# 新古演劇十種
新古演劇十種（しんこ えんげき じっしゅ）は、五代目尾上菊五郎と六代目尾上菊五郎によって撰じられた音羽屋 尾上菊五郎家のお家芸。
- 土蜘（つちぐも）
- 一つ家（ひとつや）
- 羅漢（らかん）
- 刑部姫（おさかべひめ）
- 古寺の猫（こでらの ねこ）
- 茨木（いばらき）
- 戻橋（もどりばし）
- 菊慈童（きくじどう）
- 羽衣（はごろも）
- 身替座禅（みがわり ざぜん）